# LG Optimus 2X
LG Optimus 2X P990 – смартфон на базе ОС Android компании LG Electronics, являющийся продолжением бестселлера LG Optimus One. Это первый в мире смартфон с двухъядерным процессором и третий телефон Android-серии LG Optimus. Компания LG Electronics представила Optimus 2X 16 января 2011 года во время пресс-конференции Nvidia, первые продажи устройства состоялись в Южной Корее в феврале 2011 года и в Сингапуре в марте 2011 года.

## История
На момент выхода LG Optimus 2X работал на Android 2.2, в ноябре 2011 было выпущено обновление до Android 2.3.4, после чего в декабре 2012 было выпущено обновление до Android 4.0.4, а также поддерживается прошивкой CyanogenMod. На момент своего выпуска LG Optimus 2X был самым мощным смартфоном не только в ассортименте LG, но и на российском рынке вообще. Используемый процессор позволил расширить мультимедийные и игровые возможности смартфона и ускорить работу с браузером и другим ПО. В начале 2012 года компания LG анонсировала телефон с 4хядерным процессором.
LG Optimus 2X занесён в Книгу рекордов Гиннеса, как первый мобильный телефон, в котором применен двухъядерный процессор. Также это первый смартфон, выполненный на однокристальной системе Nvidia Tegra 2, созданной специально для использования в мобильных устройствах и содержащей двухъядерный процессор Cortex-A9 с тактовой частотой 1 ГГц, графический процессор, медиа- и DSP- процессоры, контроллеры памяти и периферийных устройств.
На выставке CES 2011 LG демонстрировала Optimus 2X под внутренним именем "LG Star". В январе 2012 года LG объявила, что Optimus X2 также будет продаваться в США под брендами Straight Talk и NET10 провайдера предоплаченных мобильных телефонов  Tracfone и это будет первый 4G-телефон, выпущенный под брендами Tracfone.

## Описание смартфона
LG Optimus 2X выполнен в виде моноблока с полностью стеклянной лицевой поверхностью, металлическими боковыми гранями  и пластиковой задней панелью с небольшой металлической вставкой. Четыре стандартных для Android-устройств кнопки на передней панели- сенсорные. Модуль камеры чуть выступает над поверхностью задней панели.
В LG Optimus 2X есть три механических клавиши: кнопка включения/разблокировки и сдвоенные клавиши регулировки громкости звука. Камера не имеет собственной механической кнопки и управляется с тачскрина (версия Android 4.0.4 Ice Cream Sandwich принесла на аппарат возможность фотографировать, нажимая клавишу регулировки громкости звука).
На нижнем торце смартфона находятся два отверстия (справа динамик, слева микрофон) и разъём microUSB. На верхнем торце находятся клавиша включения/выключения питания и разблокировки, 3,5-мм разъём для наушников и порт Micro-HDMI, закрытый заглушкой.
В смартфоне установлено 8 ГБ флеш-памяти. Так же есть слот microSD, поддерживающий карты ёмкостью до 32 ГБ. Аппарат умеет работать только с системой FAT32, имеющей ограничение в 4 ГБ на один файл.
В LG Optimus 2X используется Li-Ion аккумулятор ёмкостью 1500 мАч, обеспечивающий до 11.5 часов работы в режиме разговора (в сетях GSM) и до 760 часов (30 суток) работы в режиме ожидания.

## Технические особенности
LG Optimus 2X оснащён 4х-дюймовым жидкокристаллическим TFT IPS сенсорным ёмкостным экраном с разрешением 480 × 800 пикселей и возможностью отображения 16 млн цветов производства Hitachi. Указанная информация взята из официального сервис-мануала LG. Что несколько странно, так как у LG имеется собственное подразделение по производству IPS дисплеев. Отличительной особенностью IPS дисплеев является высокая яркость и широкий угол обзора. Такие дисплеи приобретает у LG компания Apple для установки на некоторые партии IPhone. Смартфон LG Optimus 2X имеет micro-HDMI порт и 8-мегапиксельную камеру и способен записывать и воспроизводить полноценное (1080p) HD видео (запись в разрешении 1080p возможна с частотой 24 кадра в секунду, запись видео с частотой в 30 кадров в секунду возможна при разрешении 720p).
Особенностью LG Optimus 2X является новая система распознавания жестов для управления аппаратом: например, лёгкий удар пальца по боковой грани корпуса может быть распознан и использован для перемещения курсора в текстовом поле, а постучав дважды можно переключить музыкальный плеер на следующий трек. На прошивках, основанных на Android 4.0.4 (ICS), указанная система была переработана, а именно количество распознаваемых жестов для управления аппаратом уменьшилось, в том числе были убраны жесты, описанные выше.

## Альтернативные версии Android
Разработчики известной прошивки Android для смартфонов и планшетов CyanogenMod включили LG Optimus 2X в список поддерживаемых устройств начиная с версии CyanogenMod 7.1, вышедшей 30 марта 2011 года. Также на данный момент доступна неофициальная сборка CyanogenMod 11 версии Android 4.4.4 Kitkat от пользователя известного форума XDA TonyP, в которой стабильно работают абсолютно все функции.

## Варианты названий смартфона
- LG Optimus Speed
- LG Optimus 2X
- LG O2X
- LG P990
- LG P999
- LG Star
- LG Star Dop
- LG SU660
- T-Mobile G2x

## Основные характеристики
| Технические характеристики               | Технические характеристики                                                                               |
| ---------------------------------------- | --- |
| Операционная система                     | Android Mobile Technology Platform 4.0.4 (Ice Cream Sandwich)                                            |
| Частотный диапазон                       | Сеть GSM 850/900/1800/1900                                                                               |
| Размер                                   | 123.9x63.2x10.9 мм                                                                                       |
| Вес с аккумулятором                      | 139 грамм                                                                                                |
| Ёмкость стандартного аккумулятора        | 1500 мАч                                                                                                 |
| Дисплей                                  | 4.0 дюйма, TFT, разрешение 480 x 800 точек (WVGA), технология IPS, ёмкостный                             |
| Камера                                   | 8 Мпикс, максимальное разрешение 3264x2448 (фото), 1920x1080 (видео), автофокус, светодиодная вспышка    |
| Процессор                                | NVIDIA® Tegra™ 2 с частотой 1 Ггц                                                                        |
| Встроенная память                        | 8 ГБ (доступно около 5.5 ГБ на Android версий 2.2.2, 2.3.4, и около 4.5 ГБ на Android выше версии 2.3.4) |
| Внешняя память                           | MicroSD до 32GB                                                                                          |
| Сообщения и коммуникационные возможности | |
| Поддержка SMS                            | да |
| Поддержка MMS                            | да |
| Поддержка E-mail                         | да |
| USB                                      | USB 2.0, Micro USB                                                                                       |
| Интерфейсы                               | HDMI, microUSB 2.0, Bluetooth 2.1 + EDR, Wi-Fi (802.11 b/g/n), DLNA                                      |
| Другие функции                           | |
| Виброзвонок                              | да |
| Громкая связь                            | да |
| Органайзер                               | да |
| Диктофон                                 | да |
| Просмотрщик документов                   | да |
| Встроенные игры                          | да |
| Встроенный аудиоплеер                    | да, MP3, AAC, AAC+, AAC-LC, AMR-NB, WMA, SP-MIDI                                                         |
| FM-радио                                 | да |